# Julien Sicot
Julien Sicot, né le 20 mars 1978 à Fort-de-France en Martinique, est un nageur français. Il est licencié au CS Clichy 92 et est spécialiste du sprint sur 50 et 100 m nage libre.

## Palmarès

### Championnats du monde de natation
- Championnats du monde de natation 2003 à Barcelone  Espagne :
  -  Médaille de bronze avec le relais français 4 × 100 m nage libre.
- Championnats du monde de natation 2007 à Melbourne  Australie :
  -  Médaille de bronze avec le relais français 4 × 100 m nage libre.

### Championnats d'Europe de natation

#### Grand bassin
- Championnats d'Europe de natation 1997 à Séville  Espagne :
  -  Médaille de bronze du 50 m nage libre.
- Championnats d'Europe de natation 2004 à Madrid  Espagne :
  -  Médaille de bronze avec le relais français 4 × 100 m nage libre.
  -  Médaille d'argent avec le relais français 4 × 100 m 4 nages.

#### Petit bassin
- Championnats d'Europe de natation 2005 en petit bassin à Trieste  Italie :
  -  Médaille d'argent avec le relais français 4 × 50 m nage libre.
- Championnats d'Europe de natation 2006 en petit bassin à Helsinki  Finlande :
  -  Médaille d'argent avec le relais français 4 × 50 m nage libre.
  -  Médaille de bronze sur le 50 m nage libre.

## Records personnels
- Grand bassin

| Épreuve          | Temps   | Record           | Lieu                 | Date          |
| ---------------- | ------- | ---------------- | -------------------- | ------------- |
| 50 m nage libre  | 22 s 26 | Record personnel | Athènes Grèce        | 19 août 2004  |
| 100 m nage libre | 49 s 90 | Record personnel | Saint-Étienne France | 16 avril 2003 |

- Petit bassin

| Épreuve          | Temps   | Record           | Lieu           | Date             |
| ---------------- | ------- | ---------------- | -------------- | ---------------- |
| 50 m nage libre  | 22 s 66 | Record personnel | Rouen France   | 11 novembre 2005 |
| 100 m nage libre | 48 s 12 | Record personnel | Mennecy France | 17 décembre 2005 |